# Shionogi Rainbow Stokes Hyogo
Gli Shionogi Rainbow Stokes Hyogo (シオノギレインボーストークス兵庫?, Shionogi Reimbō Sutōkusu Hyōgo) sono una squadra di softball femminile giapponese con sede a Amagasaki, Hyōgo. Sono membri della West Division della Japan Diamond Softball League (JD.League).

## Storia
I Rainbow Stokes furono fondati nel 1949 come squadra di softball della Shionogi.
La Japan Diamond Softball League (JD.League) fu fondata nel 2022, e i Rainbow Stokes si unirono alla nuova lega come membri della West Division.

## Roster attuale
Aggiornato all'aprile 2022.
| Ruolo         | N.         | Nome              | Età        | Altezza            | Batte      | Lancia     | Note       |
| Giocatrici    | Giocatrici | Giocatrici        | Giocatrici | Giocatrici         | Giocatrici | Giocatrici | Giocatrici |
| ------------- | ---------- | ----------------- | ---------- | ------------------ | ---------- | ---------- | ---------- |
| Lanciatrici   | 18         | Akane Koji        | 23 anni    | 170 cm (5 ft 7 in) | Sinistro   | Destro     |            |
| Lanciatrici   | 19         | Sana Nobuta       | 26 anni    | 168 cm (5 ft 6 in) | Destro     | Destro     |            |
| Lanciatrici   | 20         | Sakimi Chiba      | 29 anni    | 172 cm (5 ft 8 in) | Sinistro   | Sinistro   |            |
| Lanciatrici   | 27         | Yura Horimoto     | 21 anni    | 174 cm (5 ft 9 in) | Sinistro   | Destro     |            |
| Lanciatrici   | 29         | Asaka Yoshii      | 28 anni    | 157 cm (5 ft 2 in) | Sinistro   | Destro     |            |
| Ricevitrici   | 2          | Hina Ujimaru      | 26 anni    | 159 cm (5 ft 3 in) | Destro     | Destro     |            |
| Ricevitrici   | 5          | Shino Satake      | 26 anni    | 166 cm (5 ft 5 in) | Destro     | Destro     |            |
| Ricevitrici   | 7          | Mai Tajima        | 24 anni    | 160 cm (5 ft 3 in) | Sinistro   | Destro     |            |
| Interne       | 1          | Otoha Murabayashi | 23 anni    | 168 cm (5 ft 6 in) | Destro     | Destro     |            |
| Interne       | 3          | Marie Kubota      | 27 anni    | 156 cm (5 ft 1 in) | Sinistro   | Destro     |            |
| Interne       | 6          | Yumi Koto         | 29 anni    | 163 cm (5 ft 4 in) | Destro     | Destro     |            |
| Interne       | 8          | Emu Kato          | 29 anni    | 160 cm (5 ft 3 in) | Sinistro   | Destro     |            |
| Interne       | 10         | Seina Yokono      | 31 anni    | 167 cm (5 ft 6 in) | Destro     | Destro     |            |
| Interne       | 14         | Miku Tomura       | 30 anni    | 154 cm (5 ft 1 in) | Sinistro   | Destro     |            |
| Interne       | 16         | Kyoka Sakamoto    | 21 anni    | 157 cm (5 ft 2 in) | Destro     | Destro     |            |
| Interne       | 23         | Honoka Shiraishi  | 25 anni    | 166 cm (5 ft 5 in) | Destro     | Destro     |            |
| Esterne       | 9          | Minami Nakamura   | 25 anni    | 165 cm (5 ft 5 in) | Sinistro   | Destro     |            |
| Esterne       | 17         | Saki Ozawa        | 26 anni    | 154 cm (5 ft 1 in) | Sinistro   | Sinistro   |            |
| Esterne       | 21         | Nana Tanimoto     | 26 anni    | 160 cm (5 ft 3 in) | Sinistro   | Destro     |            |
| Esterne       | 22         | Akane Ohashi      | 25 anni    | 161 cm (5 ft 3 in) | Sinistro   | Sinistro   |            |
| Esterne       | 25         | Miyabi Migita     | 21 anni    | 163 cm (5 ft 4 in) | Sinistro   | Destro     |            |
| Esterne       | 28         | Misaki Kobayashi  | 26 anni    | 163 cm (5 ft 4 in) | Sinistro   | Destro     |            |
| Staff tecnico |            |                   |            |                    |            |            |            |
| Manager       | 30         | Masako Okamura    | 66 anni    | -                  | -          | -          |            |
| Coach         | 31         | Ayaka Takebayashi | 37 anni    | -                  | -          | -          |            |